# 百合姉妹
『百合姉妹』（ゆりしまい）は、かつてマガジン・マガジンが発行していた女性同士の恋愛（百合）を題材にした日本の漫画雑誌（ムック）。2003年6月28日創刊、2004年11月16日休刊。通巻5号が発行された。

## 概要
2003年に業界初の百合専門誌として創刊。
百合の定義は曖昧だが、本誌においては「思春期の少女に特有の、少女同士の行き過ぎた愛情」と定義している。
漫画を中心に、イラスト、小説、コラムなどを掲載。表紙イラストはひびき玲音。
Vol.4から定期刊行（季刊）化。
売り上げは堅調だったが、本誌の企画立案者であり編集長を務めた中村成太郎が突然異動を命じられ、Vol.5をもって休刊となる。その後、中村が引き受け手となる版元を探した結果、一迅社がもっとも理解を示したため、同社に移った中村により『コミック百合姫』が創刊。百合姉妹から執筆陣および連載作品の多くを引き継いでおり、実質的な後継誌となっている。

## 年表
- 2003年6月28日 - 創刊[5]。
- 2003年11月28日 - Vol.2発売[5]。
- 2004年4月27日 - Vol.3発売[5]。
- 2004年7月27日 - Vol.4発売[5]。定期刊行（季刊）化。
- 2004年11月16日 - Vol.5発売[6]。
- 2005年2月 - Vol.6（2005年2月17日発売予定）の発売休止が発表される。

## 書誌情報
| 号数・シーズン                        | 発売日         | 表紙イラスト | 備考                                      |
| ------------------------------------- | -------------- | ------------ | ----------------------------------------- |
| Vol.1 2003 SUMMER (SUN-MAGAZINE MOOK) | 2003年 6月28日 | ひびき玲音   | 『百合姉妹』創刊                          |
| Vol.2 2003 WINTER (SUN-MAGAZINE MOOK) | 11月28日       | ひびき玲音   |                                           |
| Vol.3 2004 SPRING (SUN-MAGAZINE MOOK) | 2004年 4月27日 | ひびき玲音   |                                           |
| Vol.4 2004 SUMMER (SUN-MAGAZINE MOOK) | 7月27日        | ひびき玲音   | 定期刊行（季刊）化                        |
| Vol.5 2004 AUTUMN (SUN-MAGAZINE MOOK) | 11月16日       | ひびき玲音   | 『百合姉妹』休刊 『コミック百合姫』へ移行 |

## 掲載作品

### 漫画
- pops.（井上眞改）：Vol.1、Vol.3
- under the rose（紺野キタ）：Vol.1
- 彼女（蔵王大志）：Vol.1
- カムコ（いぬぶろ）：Vol.1
- 清ら影（小野塚カホリ）：Vol.1
- ストロベリーシェイク（林家志弦）：Vol.1 - Vol.5、→『コミック百合姫』へ移籍
- とびら（ナヲコ）：Vol.1
- ともだちじゃなくても。（森永みるく）：Vol.1
- 夏の繭（タカハシマコ）：Vol.1
- 楽園の小鳥（さかざき咲羅）：Vol.1
- 愛情♥表現（作画 - 蔵王大志、原作 - 影木栄貴）：Vol.2
- あなたの色（明治カナ子）：Vol.2
- いずこともなく（紺野キタ）：Vol.2
- おと（山田可南）：Vol.2
- キスと恋と王子様（森永みるく）：Vol.2
- 天使たちの羽音（森島明子）：Vol.2
- とくべつなひと（ナヲコ）：Vol.2
- 花迷路（大塚ぽてと）：Vol.2
- ふたり（速瀬羽紫）：Vol.2
- 24、25。（テクノサマタ）：Vol.3
- cherish（大塚ぽてと）：Vol.3
- いつかのこのこい。（森永みるく）：Vol.3
- 小っさな恋のメロディ（内村かなめ）：Vol.3
- 昼下がりの…（紺野キタ）：Vol.3
- SWEAR（むっちりむうにい）：Vol.4
- オンナオオカミ（作画 - 蔵王大志、原作 - 影木栄貴）：Vol.4
- 恋姉妹（東雲水生）：Vol.4 - Vol.5、→『コミック百合姫』へ移籍
- サフィズムの舷窓（小梅けいと）：Vol.4
- サンダル（タカハシマコ）：Vol.4
- 月夜の来訪者（椋本夏夜）：Vol.4
- 天国に一番近い夏。（森永みるく）：Vol.4
- 鳥籠の巫女と気紛れな魔女と（藤枝雅）：Vol.4 - Vol.5、→『コミック百合姫』へ移籍
- 星に願いを（ヒマワリソウヤ）：Vol.4
- First Kiss（作画 - 蔵王大志、原作 - 影木栄貴）：Vol.5、→『コミック百合姫』へ移籍
- testify-証言-（果竜）：Vol.5
- VOICE（ナヲコ）：Vol.5
- あかいかさ、しろいかさ（タカハシマコ）：Vol.5
- カ・イ・カ・ン♥スパイラル（いずみゆう）：Vol.5
- ささやきは薔薇の下で（桜井綾）：Vol.5
- ホントのキモチ（森永みるく）：Vol.5

### 小説
- 恋姉妹（文 - 池本秋成〈Vol.1〉・駒尾真子〈Vol.2 - Vol.5〉、絵 - ひびき玲音・東雲水生〈Vol.4〉・佐倉汐〈Vol.4〉）：Vol.1 - Vol.5、→『コミック百合姫』へ移籍
- 星降る声に耳を傾け（文 - 斎木恵佳、絵 - 佐倉汐）：Vol.1
- 我がまま姫の、その憂鬱な事情。（文 - 五月みゆ、絵 - あるまじろう）：Vol.1
- だから、あなたなんか大嫌い（文 - 五月みゆ、絵 - 凱王安也子）：Vol.2
- ユリム童話（文 - 瑠璃歩月、絵 - 佐倉汐）：Vol.2 - Vol.5、→『コミック百合姫』へ移籍
- 星とあなたと恋の距離（文 - 斎木恵佳、絵 - 佐倉汐）：Vol.3

### コラム・エッセイ
- Welcome to the Sister Dome（嶽本野ばら）：Vol.1
- 酒とユリの日々（森奈津子）：Vol.1 - Vol.5